# Mark Aizlewood
Mark Aizlewood (ur. 1 października 1959 w Newport) – walijski piłkarz występujący na pozycji obrońcy. Trener piłkarski.

## Kariera klubowa
Aizlewood karierę rozpoczynał w 1975 roku w zespole Newport County, grającym w Division Four. Występował tam przez trzy sezony, a potem przeszedł do Luton Town z Division Two, w którym grał przez cztery sezony. W 1982 roku odszedł do klubu tej samej ligi, Charltonu Athletic. W sezonie 1985/1986 awansował z nim do Division One. W lidze tej zadebiutował 23 sierpnia 1986 w zremisowanym 1:1 meczu z Sheffield Wednesday.
W trakcie sezonu 1986/1987 Aizlewood odszedł do Leeds United z Division Two. Następnie grał w innych zespołach tej ligi, Bradfordzie City, Bristolu City oraz w Cardiff City. Występował też w Welsh Premier League w drużynach Merthyr Tydfil, Aberystwyth Town i Cwmbran Town. W 2000 roku zakończył karierę.

## Kariera reprezentacyjna
W reprezentacji Walii Aizlewood zadebiutował 25 lutego 1986 w wygranym 2:1 towarzyskim meczu z Arabią Saudyjską. W latach 1986–1994 w drużynie narodowej rozegrał 39 spotkań.